# 슬라이드로사
슬라이드로사는 대한민국의 가수다. 2013년 1집 앨범 [Ticket To Ride]로 데뷔했다.
2021년 "저녁구름" "The Road"싱글 발표

## 방송
- 싱어게인2 (2021) - Top73

## 음반
- Ticket To Ride (2013)
- Found Tracks Vol.35 (2013)
- 강 (River) (2017)
- 그러니 그대 (2018)
- 저녁 구름 (2021)
- The Road (2021)

## 공연
- 쾌락명절 <2022 경록절> (2022)